# 宏盛帝寶
25°2′20.81″N 121°32′11.87″E / 25.0391139°N 121.5366306°E
宏盛帝寶，或稱帝寶，為宏泰集團宏盛建設於臺灣臺北市興建的高級住宅（豪宅）。因座落於大安區仁愛路，也常稱為仁愛帝寶。由於宏盛帝寶所在地有原為中國國民黨黨產故地的特殊背景，而且為台北市2000年後豪宅熱潮的早期代表建案，不但地段絕佳，建築基地大又完整，因此自推案之前即受到台灣媒體的高度關注；再加上銷售成果豐碩，成功吸引到許多知名的富商名流入住，因而成為台灣最知名的豪宅之一。
宏盛帝寶打響知名度之後，台灣紛紛出現以「帝寶」二字或其同音詞命名的住宅，例如甲山林建設在台中市西屯區興建的「台中帝堡」、中鈞建設在桃園市蘆竹區興建的「中悅帝寶」、元瑞建設在桃園市桃園區興建的「縣府帝寶」、柏昶建設在桃園市中壢區興建的「中央帝寶」、家慶建設在新北市汐止區興建的「帝寶花園」、益碁建設在新北市泰山區興建的「帝寶花園」、原亘建設在基隆市信義區興建的「橙品帝堡」、昇宗建設在宜蘭縣宜蘭市興建的「新月帝堡」等。
宏盛建設鑑於此次商業上的成功，於2007年在台北市豪宅名流齊聚的信義計劃區開始興建第二座帝寶－信義帝寶。

## 另見
- 「帝寶」專指宏盛帝寶。
- 「帝寶」泛指以「帝寶」命名的全部住宅。
- 「帝寶工業」[4] 的上市公司（台灣證券交易所股票代號：6605）和叫做「帝寶大飯店」的旅館，但都和宏盛帝寶無關，出現時間甚至比宏盛帝寶更早（帝寶工業成立於1977年）。

## 歷史
宏盛帝寶位於台北市仁愛路與建國南路交會的角地，原址在台灣日治時代為台灣放送協會總部。二戰日本戰敗後，國民政府指派中央廣播事業管理處（1947年改組為中國廣播公司）接收此地，成為國民黨黨產之一。而後，其上興建了中廣總部。1969年6月14日，此地又開始興建中廣與中國電視公司（中視）共用的廣播電視大廈。1971年2月16日，廣播電視大廈落成啟用，其門牌號碼即是與當時鄰近的中廣總部共用的台北市仁愛路三段53號。
1986年，中視搬離廣播電視大廈，遷往台北市南港區中國電視大廈。1990年代，中廣也搬離廣播電視大廈，但總部仍在仁愛路，直到2000年1月才遷往中山區松江路。中廣搬離廣播電視大廈之後，中國國民黨中央委員會亦曾租借使用廣播電視大廈做為中央黨部的臨時辦公處所，租至1998年9月30日止。1990年代末期，迫於政治與經濟壓力，國民黨著手「清理」黨產。1999年10月，中廣與宏泰建設（宏泰集團的核心公司）簽訂買賣合約，宏盛建設以新台幣90億元買下廣播電視大廈土地。2000年1月10日，民主進步黨總統候選人陳水扁全國競選總部選戰指揮中心副總幹事李逸洋指控，廣播電視大廈土地係接收自台灣放送協會，面積六千坪，市價在新台幣120億至150億元之間，中國國民黨卻以新台幣88億元賤賣以規避人民索討。
2001年，宏盛建設開始推出宏盛帝寶的預售案，拆除廣播電視大廈，同時投資新台幣70億元動工興建宏盛帝寶 。2005年年底，宏盛帝寶完工，每坪價格從新台幣85萬元開始上漲。2013年12月25日，台北市政府地政局公布最新不動產交易實價登錄資料，宏盛帝寶最高成交價每坪達新台幣298.2萬元，創實價登錄以來單價新高紀錄，成為全台最貴豪宅。
2014年9月2日，前中國國民黨投資事業管理委員會主任委員劉泰英說，中國國民黨出售廣播電視大廈土地時正好是1997年亞洲金融風暴，土地市價大跌，銀行持有的不良債權一大堆，當時每坪土地的市價其實很好查，「有沒有賤賣，一查就知道」；他說，宏泰建設董事長林堉璘買了廣播電視大廈土地後，放了好幾年沒動作，當年利息很高，利滾利其實也是不小的財務負擔，「後來蓋了帝寶，林堉璘有沒有賺錢？當然有，但他賺到的就是手中握有的3戶帝寶保留戶。林賣帝寶時，北市精華區土地市價不像現在這麼貴，據我側面了解：他賣帝寶，每坪售價大約是80幾萬（元），但現在每坪市價已經暴漲到200多萬（元）；所以是當年買下帝寶的人賺到錢，而不是林堉璘賺錢。林堉璘後來雖出清手中3戶帝寶保留戶，但我替他算算，也應該是與建築銷售成本打平。外界聽國民黨賣中廣、宏盛買下蓋帝寶，總是罵罵罵；但罵也要罵得有道理，起碼應該在當年時空背景下討論。」他還說，當時中國國民黨急著在房市不好時出售廣播電視大廈土地，是因為政治局勢的考量，儘管當時國民黨選舉開銷要用錢也是原因，但最重要的是擔心「萬一民進黨執政，屆時再賣，可能就賣不出去了」；畢竟國民黨接收廣播電視大廈土地有特殊考量，主因在於當時很多人說很快就會反攻大陸，政府不願接收該地，才由國民黨出面接管；「檢察官後來因我賣帝寶，一直追查是否賤價出售，天天找麻煩；但國民黨後來還陸續出脫多筆黨產，好像都沒有看到有人去追是否賤價出售。」
2014年10月4日上午，新黨五位臺北市議員及新北市議員參選人林明正、楊世光、王炳忠、張宸浩、蔡明璋在台北市內湖區瑞光路《自由時報》總部大樓前舉行「另類巢運」聲援巢運，抗議三重幫利用良好政商關係炒房炒地皮導致高房價。林明正說，房價問題關鍵在於炒房，1999年國民黨處理黨產時將廣播電視大廈土地賣給宏泰建設，宏泰建設董事長是三重幫的林堉璘，才有了宏盛帝寶，揭開十多年來炒地炒房與房價高漲的序幕。林明正批評：《自由時報》每天高呼居住正義，實際上卻在炒房；聯邦企業集團以《自由時報》大搞反中，卻以聯邦商業銀行大開人民幣定存的方便之門，大賺兩岸和平的紅利；如果三重幫名人之一的聯邦企業集團創辦人林榮三真的愛台灣，林榮三就應該將瓏山林企業（聯邦企業集團的核心公司）的所有建案依照宏盛帝寶落成前的房價賣給台灣人民。

## 規格設計

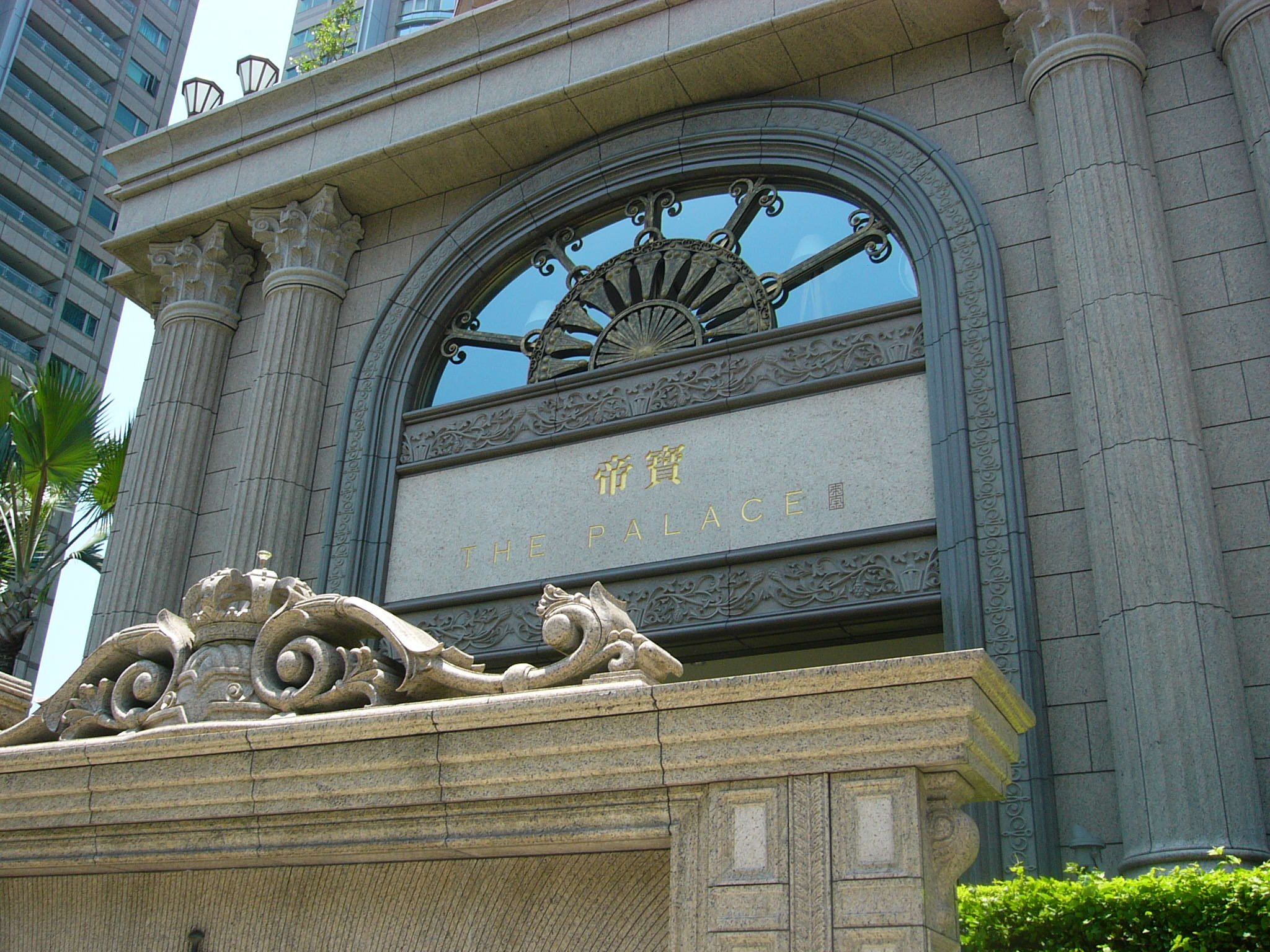
宏盛帝寶題字

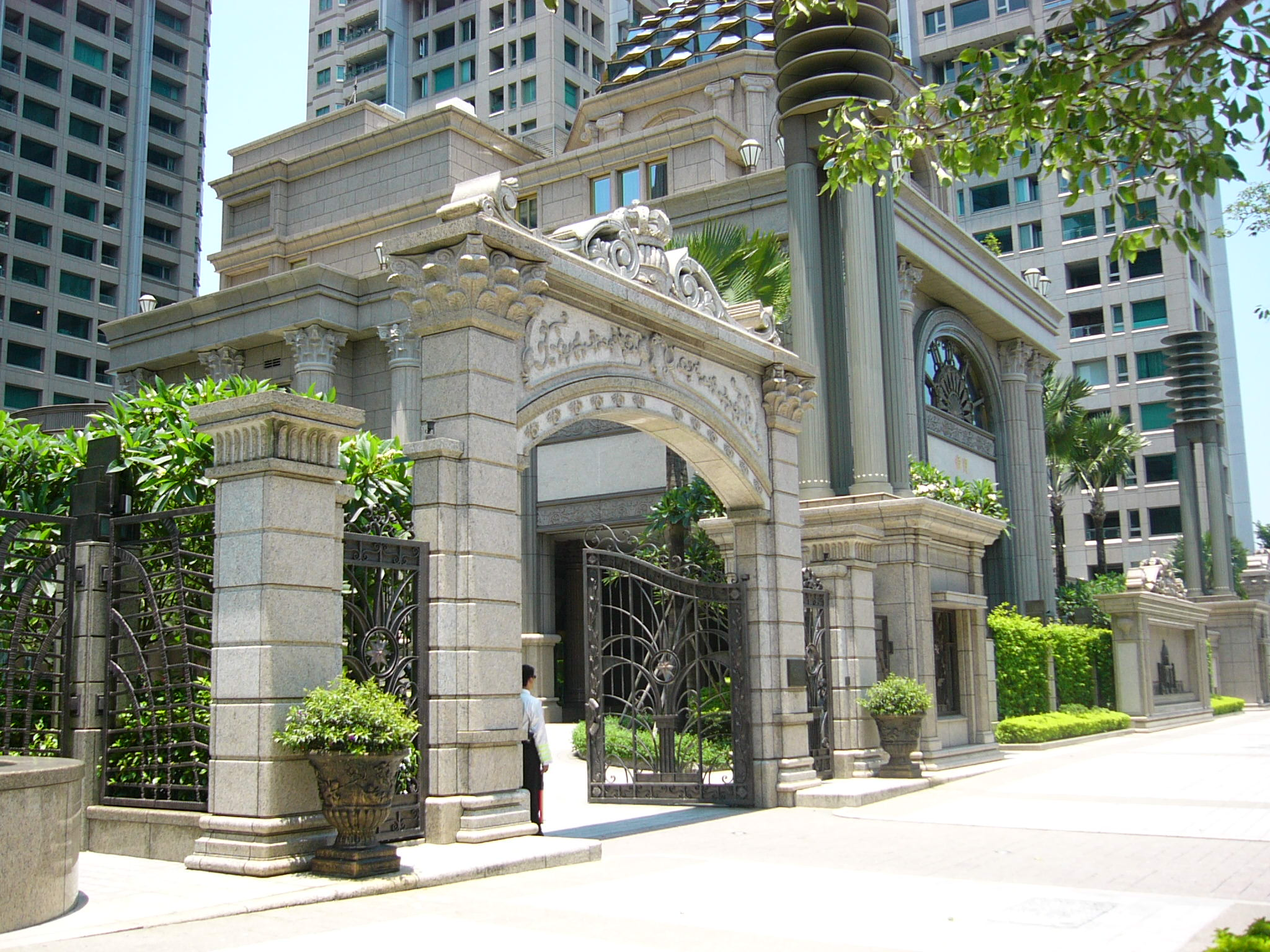
宏盛帝寶左大門

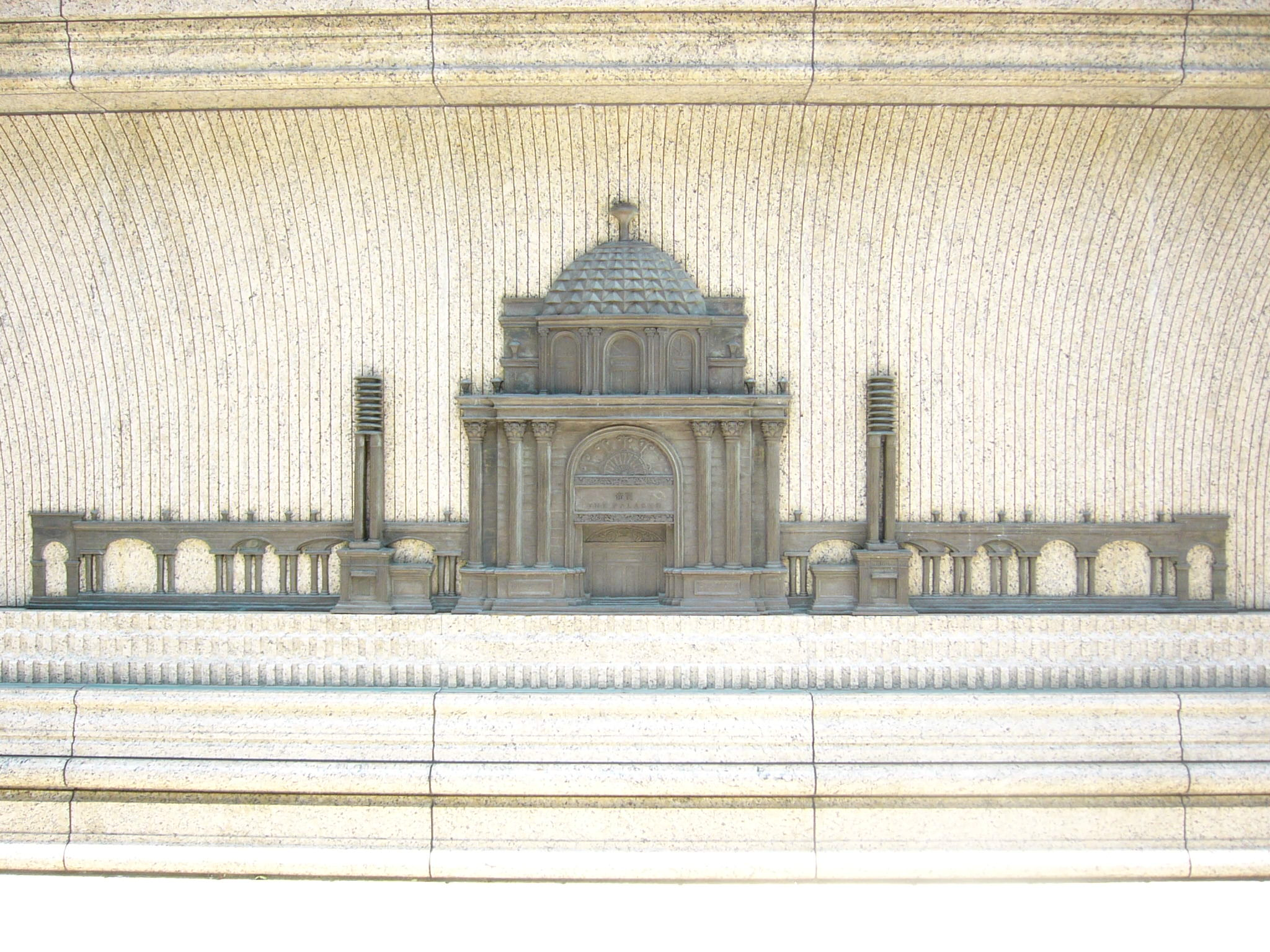
宏盛帝寶正面浮雕

宏盛帝寶外觀雖稍具歐洲宮廷風格，但建築工程皆與日本企業有緊密的關係，同時執行日式雙重品管作業模式，幾乎各項工程均有兩家公司參與。據宏盛建設的宣傳，宏盛帝寶由日本建築大師丹下健三及台灣的三大聯合建築師事務所設計規劃，全棟外觀、內裝牆面與地板皆為進口的花崗石等高級石材。結構設計與工程由台灣的怡和工程、永峻工程和日本的織本匠構造設計研究所（現改名為「織本構造設計」）擔當，並採用新日本製鐵的制震壁，共用了1196片制震壁，設有斜撐式及壁式的黏彈性阻尼器，制震規格可抗七級強震，和台北101不相上下。施工營造則有日本五大營建工程巨頭之一的鹿島建設在台灣的子公司中鹿營造及台灣的助群營造（宏盛建設為其主要股東）負責。
帝寶的基地面積為5642坪，大門前為仁愛路林蔭大道，上有座北朝南的6棟大樓，編號A至F，以金字塔形排列，圍繞著中庭。其中A、F棟有18樓層，地上層總高度為64.45公尺；B、E棟有23樓層，地上層總高度為81.6公尺；C、D棟最高，有28樓層，地上層總高度為99.95公尺。地下則有4層，均供停車之用，6棟大樓相通。基地四周有高3公尺的圍牆及「護城河」環繞，護城河合計長約500公尺。中庭有水舞噴泉及多種庭園造景，以穿廊相連。一入帝寶大門即為類圓頂造型的三層樓豪華俱樂部會館，總面積約600坪。一樓是帝寶的總門房，設有咖啡廳；二樓有室內室外兩用的溫水游泳池，總長40公尺；三樓為五星飯店級的皇家宴會廳，餐點有中式也有西式，最大的桌面可滿座30人。
在環保及高科技次世代新住宅的設計思維下，帝寶設有雨水收集、環境感知及微生物垃圾處理等系統，地下停車場的光源則由中庭的向日葵陽光採集器 透過光纖傳輸提供。全大樓皆有光纖網路及不斷電系統，各戶室內的一些控制皆可透過家庭智慧式的控制系統操作。在安全管理上除了常見的刷卡、門房與安全人員之外，還有自美國引進的靜脈辨識系統。
6棟大樓的一樓為公共門廊，二樓以上才有住戶，幾乎採一層一戶的規劃，所以一出電梯即為自家外玄關，較具隱私性。帝寶總共規劃168戶，每戶坪數皆在百坪以上，大致有160坪、210坪及260坪三種，2013年最高成交價每坪達298.2萬元。雖然房價高昂，一次購買多戶的富豪大有人在，也有集體入住的家族。相較於地上的美屋華廈，帝寶地下的停車場同樣不遑多讓，各式罕見的高級進口跑車爭奇鬥艷，可能一塊停車格的價值就在數千萬元以上，還高過台灣尋常一戶甚至二戶以上的住家房價。

## 外部連結
- 宏盛帝寶官方網頁（页面存档备份，存于）
- 三大聯合建築師事務所（页面存档备份，存于）
- 永峻工程（页面存档备份，存于）
- 織本匠構造設計研究所（页面存档备份，存于）